# Liste von Talsperren Südafrikas
Die folgende Liste von Talsperren Südafrikas enthält Talsperren bzw. die dazugehörigen Stauseen im Staat Südafrika.
- Albert-Falls-Stausee / Albert Falls Dam
- Bloemhof Dam, ursprünglich Oppermansdrif Dam
- Chelmsford Dam
- Driekloof Dam
- Emmarentia Dam
- Gariep Dam, ursprünglich Hendrik Verwoerd Dam
- Grootdraai Dam
- Hartbeespoort Dam
- Ingula-Pumpspeicherwerk
- Kalkfontein Dam
- Kilburn Dam
- Kouga Dam, ursprünglich Paul Sauer Dam
- Kwena Dam
- Loskop Dam
- Midmar Dam
- Mthatha Dam
- Nandoni Dam
- Olifantsnek-Stausee / Olifantsnek Dam
- Pongolapoort Dam
- Qedusizi Dam
- Rietvlei Dam
- Roodeplaat Dam
- Spioenkop Dam
- Sterkfontein Dam
- Vaal-Stausee / Vaal Dam
- Talsperre Vanderkloof
- Witbank Dam
- Windsor Dam
- Woodstock Dam
- Wagendrift Dam